# Semiothisa fluidata
Semiothisa fluidata là một loài bướm đêm trong họ Geometridae.